# Keys de Florida

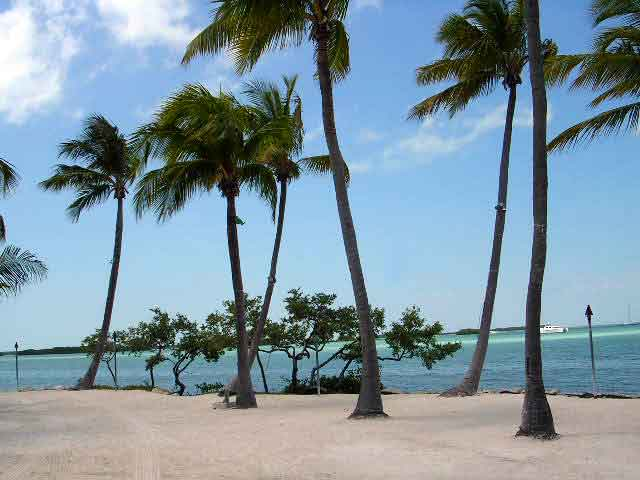
Cocoters a Islamorada, Florida, una mostra de vertader clima tropical en els Keys.

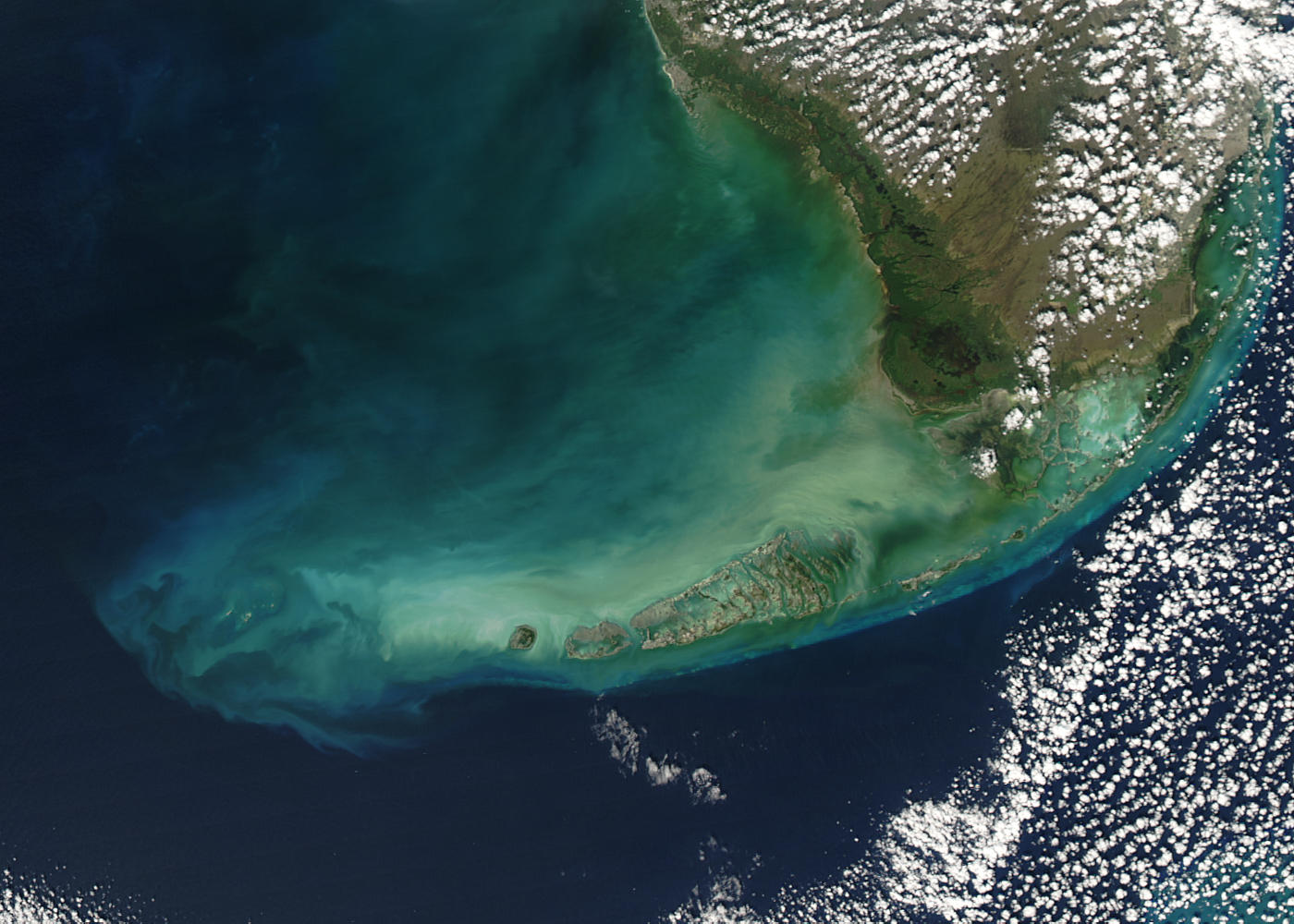
Imatge de satèl·lit.

Els Keys de Florida (en anglès: Florida Keys) és un arxipèlag d'illes de corall al sud-est dels Estats Units. Comencen a la punta sud-est de la península de Florida a uns 24 km al sud de Miami, i s'estenen en un arc sud-sud-oest i després a l'oest a Key West, la més occidental de les illes habitades i a la deshabitada Dry Tortugas. En el seu punt més proper la punta sud de Key West és només a 140 km de Cuba. Els Keys de Florida es troben a les latituds 23,5 i 25,5 Nord dels subtròpics. Tanmateix el clima dels Keys de Florida es defineix com tropical segons la classificació de Köppen. Més del 95% de la superfície de terra pertany al comtat de Monroe. La superfície total és de 356 km² i la població segons el cens del 2000 era de 79.535 habitants. A Key West s'hi concentra el 32% del total de població dels Cayos.
La ciutat de Key West és la seu del comtat de Monroe. El comtat de Monroe consta també d'una secció en el continent de l'Everglades National Park, i les illes de Key Largo a la de Dry Tortugas.

## Història

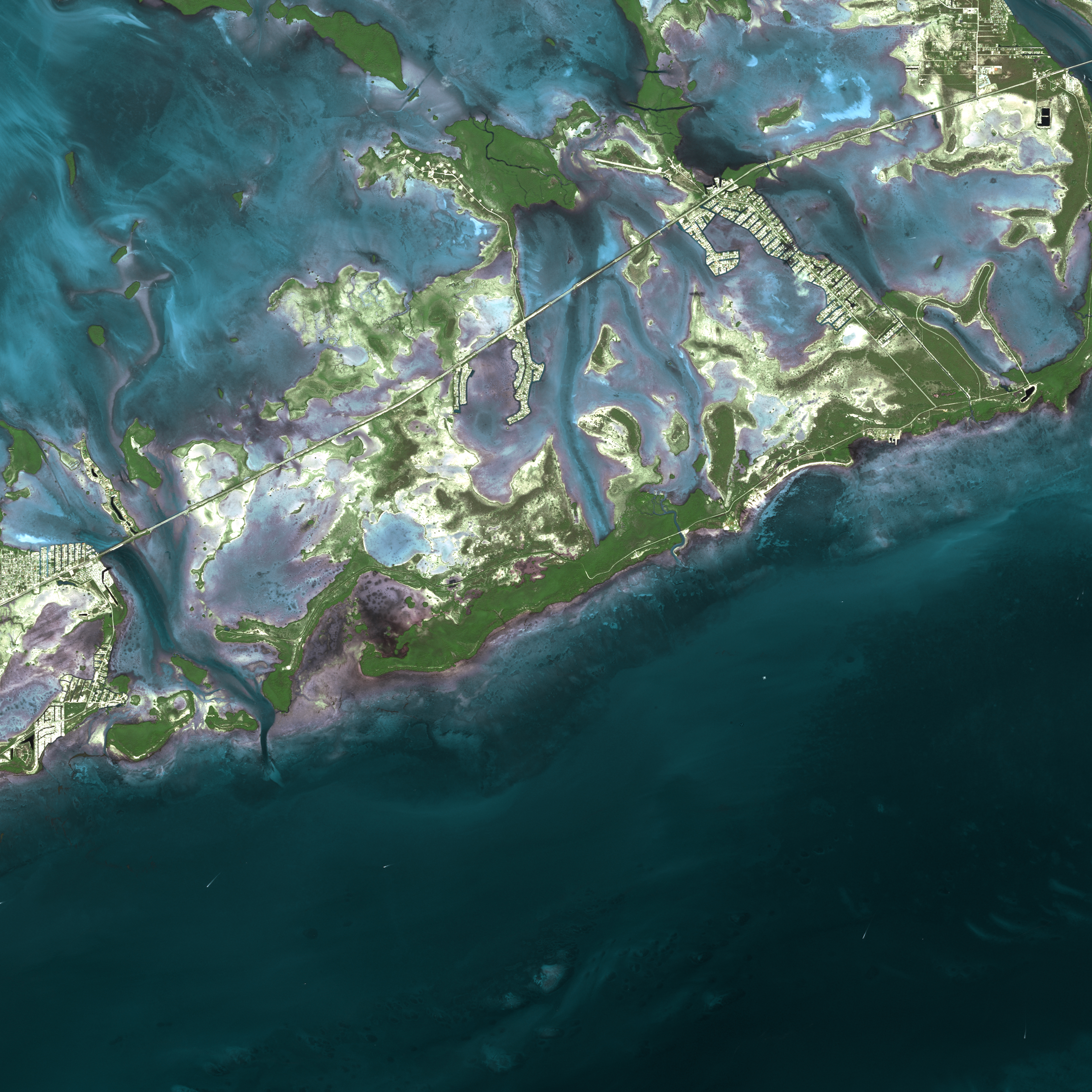
Big Coppitt Key a Sugarloaf Key, vist pel satèl·lit Spot

Els Keys estaven originàriament habitats pels pobles amerindis Calusa i Tequesta. Juan Ponce de León anomenà les illes Los Martires. "Key" deriva del castellà Cayo, que significa illa petita. Durant molts anys Key West va ser la població més gran de Florida, i va prosperar amb els naufragis a més de ser un punt estratègic pel comerç amb and Cuba, les Bahamas, i Nova Orleans. Amb la millora de la navegació hi va haver menys naufragis i Key West va entrar en decadència al final del segle xix.
El 2 de setembre de l'any 1935 aquesta zona, prop d'Islamorada, va patir un dels pitjors huracans que hi ha hagut als Estats Units, hi varen morir unes 400 persones.
A conseqüència de la Revolució de Cuba molts cubans marxaren cap als Keys.

## Medi ambient

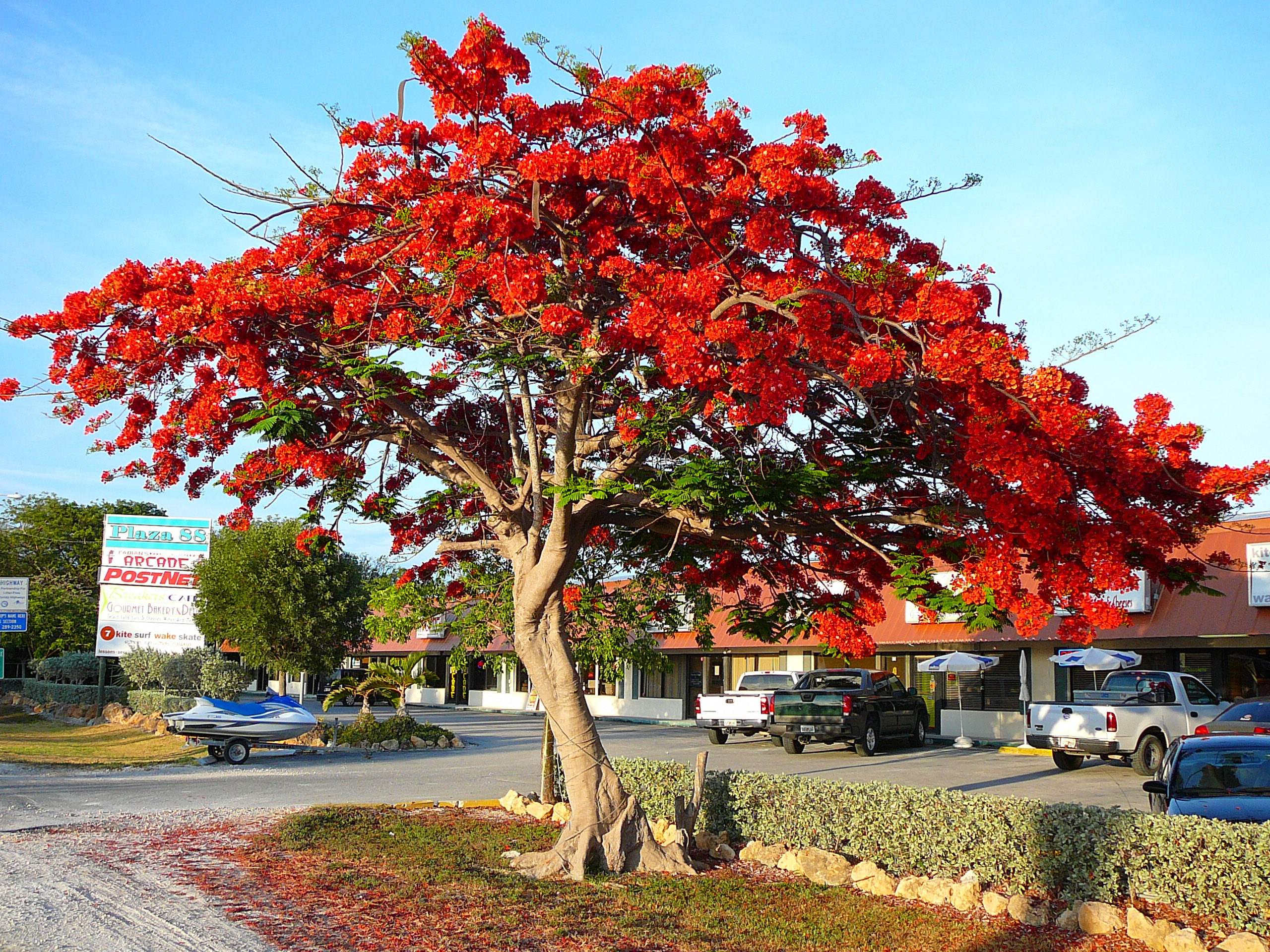
Arbre Delonix regia als Keys de florida indicatiu de clima tropical.

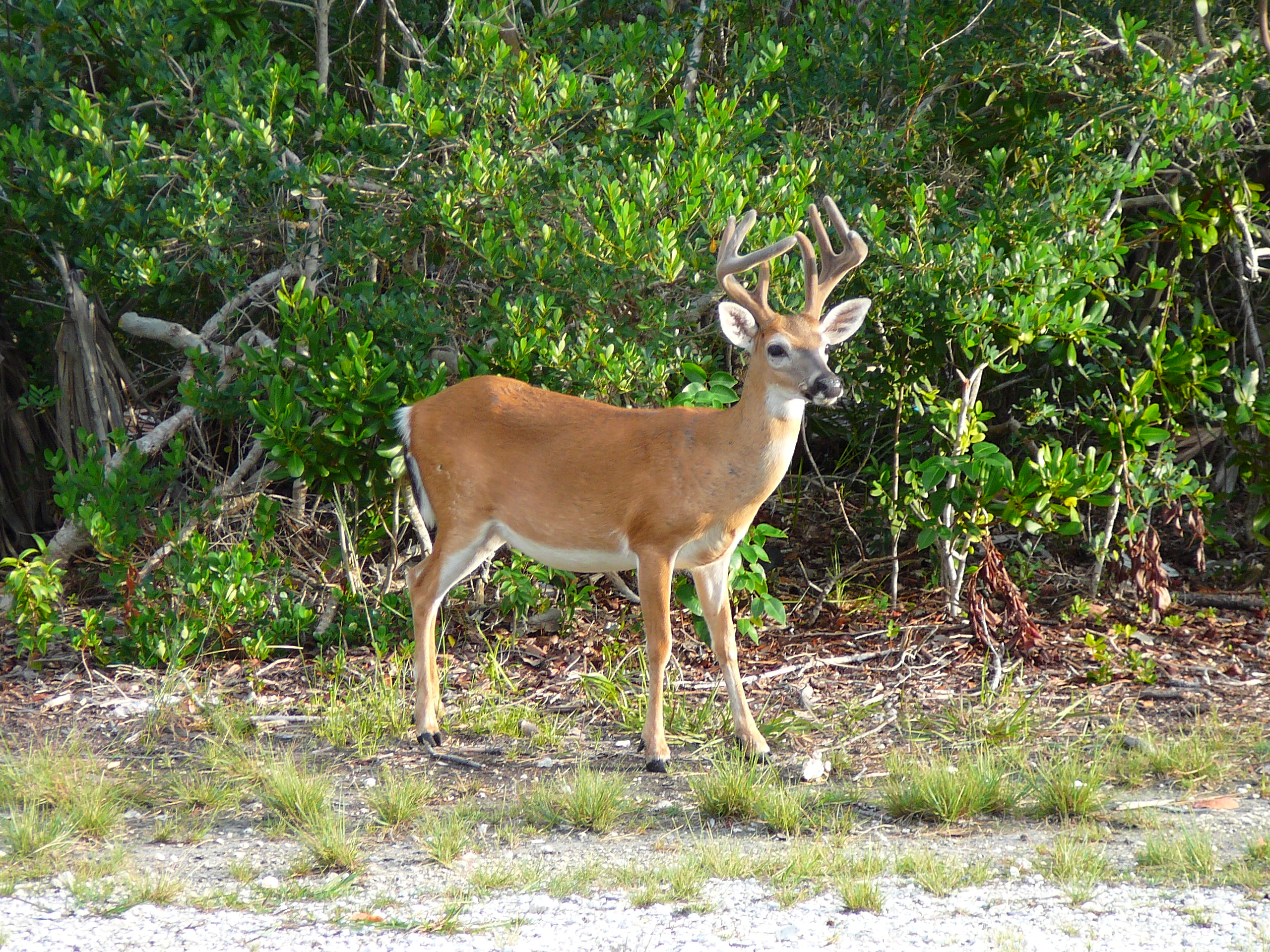
Mascle de cérvol dels Keys

El clima dels Keys de Florida és tropical com el de la resta del Carib.
Mentre els Keys de la part nord són les restes d'una gran escull de corall, els Keys del sud són producte de l'acumulació de grans de roca calcària feta per part d'organismes marins i plantes.
La flora nativa dels keys és diversa, inclou membres de clima temperat com l'auró roig (Acer rubrum), el pi (Pinus elliotti var. densa) i roures (Quercus spp.),dins del seu límit sud de distribució i famílies and tropicals com mahogany (Swietenia mahagoni), gumbo limbo (Bursera simaruba), stoppers (Eugenia spp.), Jamaican dogwood (Piscidia piscipula), i molts altres.

### Keys superiors (Upper keys)
Keys a Biscayne National Park (accessibles només amb vaixells) a Miami-Dade County
- Keys de transició (Transitional keys)
  - Soldier Key
  - Ragged Keys
  - Boca Chica Key
  - Sands Key
- Keys de Florida veritables, d'esculls coral·lins
  - Elliott Key
  - Adams Key
  - Reid Key
  - Rubicon Keys
  - Totten Key
  - Old Rhodes Key

Keys al comtat de Monroe (Monroe County, Florida)
- Key Largo
- Plantation Key
- Windley Key
- Upper Matecumbe Key
- Lignumvitae Key
- Lower Matecumbe Key

### Keys del mig (Middle keys)
- Craig Key
- Fiesta Key
- Long Key (anteriorment dit Rattlesnake Key)
- Conch Key
- Duck Key
- Grassy Key
- Crawl Key
- Long Point Key
- Fat Deer Key
- Shelter Key
- Boot Key
- Knight's Key
- Pigeon Key

### Keys inferiors (Lower keys)
- Little Duck Key
- Missouri Key
- Ohio Key (també conegut com a Sunshine Key)
- Bahia Honda Key
- Spanish Harbor Keys
- Scout Key (anteriorment dit West Summerland Key)
- No Name Key
- Big Pine Key
- Little Torch Key
- Middle Torch Key
- Big Torch Key
- Ramrod Key
- Summerland Key
- Knockemdown Key
- Cudjoe Key
- Sugarloaf Key
- Park Key
- Lower Sugarloaf Key
- Saddlebunch Keys
- Shark Key
- Geiger Key
- Big Coppitt Key
- East Rockland Key
- Rockland Key
- Boca Chica Key
- Key Haven (Raccoon Key)
- Stock Island
- Key West
- Sigsbee Park
- Fleming Key

### Illes externes (Outlying islands)
Només accessibles amb vaixell.
entre d'altres
- Sunset Key
- Wisteria Island
- Marquesas Keys
- Dry Tortugas

## Altres referències
- Jeff, Ripple (1995). The Florida Keys: the Natural Wonders of an Island Paradise, Photographs by Bill Keogh, Stillwater, Minnesota: Voyageur Press. ISBN 0-89658-262-0.
- Jason Project The Story of Water Movement and Land Formation Arxivat 2007-05-01 a Wayback Machine. - accessed January 28, 2006
- About the Florida Keys Arxivat 2012-02-26 a Wayback Machine.
- Florida Keys Fish